# Андреа Барі
Андреа Барі  (італ. Andrea Bari, 5 березня 1980) — італійський волейболіст, олімпійський медаліст.

## Виступи на Олімпіадах
| Олімпіада   | Дисципліна | Місце |
| ----------- | ---------- | ----- |
| Лондон 2012 | волейбол   | 3     |